# 延安小檗
延安小檗（学名：Berberis purdomii）是小檗科小檗属的植物，为中国的特有植物。分布在中国大陆的青海、山西、甘肃、陕西等地，生长于海拔1,100米至2,500米的地区，见于丘陵、黄土堆、山坡以及山坡灌丛中，目前尚未由人工引种栽培。